# Anthodioctes
Anthodioctes is een geslacht van vliesvleugelige insecten van de familie Megachilidae.

## Soorten
- A. affinis Urban, 2003
- A. agnatus (Cresson, 1878)
- A. analuizae (Urban, 1998)
- A. angelicae Urban, 1999
- A. argentinus Urban, 1999
- A. ayalai Urban, 2002
- A. banksi (Cockerell, 1928)
- A. bettyae (Moure, 1947)
- A. calcaratus (Friese, 1921)
- A. callorhinus (Cockerell, 1927)
- A. camargoi Urban, 1999
- A. cerradicola Urban, 1999
- A. claudii Urban, 1999
- A. costaricensis Urban, 1999
- A. chiribogae Urban, 1999
- A. chrysurus (Cockerell, 1927)
- A. fasciatus (Urban, 2007)
- A. flavoalveolatus (Urban, 2007)
- A. foersteri (Urban, 1998)
- A. gracilis Urban, 1999
- A. gualanensis (Cockerell, 1912)
- A. guiomardi Urban, 2003
- A. holmbergi (Cockerell, 1927)
- A. indescriptus (Dalla Torre, 1890)
- A. langei Urban, 1999
- A. lauroi (Moure, 1947)
- A. lourdes Urban, 1999
- A. lunatus (Smith, 1854)
- A. manauara Urban, 1999
- A. manni (Cockerell, 1927)
- A. mapirensis (Cockerell, 1927)
- A. megachiloides Holmberg, 1903
- A. meridionalis Urban, 1999
- A. misiutae Urban, 2002
- A. moratoi Urban, 1999

- A. navarroi Urban, 1999
- A. nitidipes (Cockerell, 1927)
- A. panamensis (Urban, 1998)
- A. peruvianus (Urban, 2007)
- A. psaenythioides Holmberg, 1903
- A. quadrimaculatus (Cockerell, 1927)
- A. radialis (Ducke, 1908)
- A. rosanae Urban, 2002
- A. salti (Schwarz, 1933)
- A. salvatoris Urban, 1999
- A. sanmartinensis Urban, 2004
- A. santosi Urban, 1999
- A. schlindweini (Urban, 2007)
- A. shilcayensis Urban, 2004
- A. sioneii Urban, 1999
- A. speciosus Urban, 1999
- A. undecimalis (Cockerell, 1927)
- A. vernoniae (Schrottky, 1911)
- A. vilhenae Urban, 1999
- A. willineri (Moure, 1947)
- A. xilitlae Urban, 1999
- A. zebratus (Schrottky, 1908)